# Pieni-Otikainen
Pieni-Otikainen är en sjö i kommunen Sulkava i landskapet Södra Savolax i Finland. Sjön ligger 99 meter över havet. Arean är 84 hektar och strandlinjen är 6,97 kilometer lång. Sjön  ingår i Vuoksens huvudavrinningsområde.   Den ligger omkring 57 kilometer öster om S:t Michel och omkring 260 kilometer nordöst om Helsingfors. 
I sjön finns öarna Isosaari och Pienisaari. 